# Базална ганглија
Базалне ганглије (или базална језгра) су група субкортикалних језгара, различитог порекла, у мозгу кичмењака. Код људи, и неких примата, постоје неке разлике, углавном у подели глобуса палидуса на спољашњи и унутрашњи регион и у подели стриатума. Базални ганглије се налазе на дну предњег мозга и врху средњег мозга. Базални ганглије су снажно међусобно повезане са можданом кором, таламусом и можданим стаблом, као и са неколико других подручја мозга. Базални ганглије су повезане са различитим функцијама, укључујући контролу вољних моторичких покрета, процедурално учење, учење навика, условно учење, покрете очију, когницију и емоције.
Главне компоненте базалних ганглија – како је функционално дефинисано – су стријатум, који се састоји од дорзалног стријатума (каудатно језгро и путамен) и вентралног стријатума (нуклеус акумбенс и олфакторни туберкул), глобус палидус, вентрал субстантидум, нигра, и субталамичко језгро. Свака од ових компоненти има сложену унутрашњу анатомску и неурохемијску организацију. Највећа компонента, стријатум (дорзални и вентрални), прима податке из многих подручја мозга изван базалних ганглија, али само шаље излаз другим компонентама базалних ганглија. Глобус палидус прима инпут од стријатума и шаље инхибиторни излаз у бројна подручја везана за моторне вештине. Супстанција нигра је извор стријаталног уноса неуротрансмитера допамина, који игра важну улогу у функцији базалних ганглија. Субталамичко језгро прима улаз углавном из стријатума и церебралног кортекса и пројектује се на глобус палидус.

## Структура
У смислу развоја, људски централни нервни систем се често класификује на основу првобитне три примитивне везикуле из којих се развија: Ови примарни везикули се формирају у нормалном развоју нервне цеви ембриона и на почетку укључују прозенцефалон, мезенцефалон и ромбенцефалон, према ростралној каудалној (од главе до репа) оријентацији. Касније у развоју нервног система сваки део се сам претвара у мање компоненте. Током развоја, ћелије које мигрирају тангенцијално да би формирале базалне ганглије су усмерене латералном и медијалном ганглионском еминенцијом. Структуре релевантне за базалне ганглије су приказане подебљаним словима.
| Примарна подела нервне цеви | Секундарни пододсек               | Завршни сегменти код одрасле особе |
| --------------------------- | --------------------------------- | --- |
| Прозенцефалон               | 1. Теленцефалон 2. Дијенцефалон   | 1. На свакој страни мозга: путамен, палидум, вентрални палидум, нуклеус каудатус 2. Таламус, субталамус, епиталамус, хипоталамус и субталамска једра |
| Мезенцефалон                | 1. Мезенцефалон                   | 1. Мезенцефалон (средњи мозак) 2. substantia nigra pars compacta (SNc) 3. substantia nigra pars reticulata (SNr)                                     |
| Ромбенцефалон               | 1. Метенцефалон 2. Мијеленцефалон | 1. Мождани мост и мали мозак 2. Кичмена мождина |